# Hans-Rudolf Haldimann
Hans-Rudolf Haldimann (* 24. August 1919 in Winterthur; † 22. April 1998 in Hannover) war ein Schweizer Elektroingenieur und Publizist. Er war ein Pionier der Logistik in Europa.

## Leben
Hans-Rudolf Haldimann studierte Elektrotechnik an der ETH Zürich und war gleichzeitig Offizier im Aktivdienst der Übermittlungstruppen. Er schloss sein Studium im Jahr 1945 ab. Danach war Haldimann bei der SIG in Neuhausen tätig. Dort leitete er den Auf- und Ausbau des Bereichs Industriefahrzeuge. Er war 1954 Gründungsmitglied der SSRG (Schweizer Studiengesellschaft für rationellen Güterumschlag), die zunächst in Schweizerische Gesellschaft für Logistik (SGL) umbenannt wurde und später zur GS1 fusionierte. 1978 war er Mitinitiant bei der Gründung der BVL (Bundesvereinigung Logistik e.V.) in Deutschland.
Hans-Rudolf Haldimann war Spezialist für Flurfördermittel. Ab 1957 betrieb er den Aufbau seiner eigenen Unternehmensberatung.
Neben der Vortrags- und Publizistiktätigkeit widmete sich Haldimann als erster u. a. Untersuchungen, Planungen und Realisierungen von automatischen, mechanisierten Lagerhäusern sowie von neuen Produktionstechniken zur Rationalisierung. Konstruktions- und Entwicklungstätigkeitenbetrieb er zudem als persönliches Hobby. Sein Interesse galt ferner betriebswirtschaftlichen Aspekten wie IT und Managementtechniken sowie Organisationsmethoden, etwa PILOT, RAPSODI oder HAMAS. Haldimann prägte die zum Stand der Technik gehörende Begriffswelt der integralen Logistik. Als Erfinder hielt er Patente für logistische Hilfsmittel.
Am 23. Mai 2017 wurde Hans-Rudolf Haldimann, als 6. Mitglied, posthum in die Logistics Hall of Fame Switzerland aufgenommen.

## Schriften
- Transport. Innerbetrieblicher Güterfluss, Zürich 1972.
- Les objectifs du consulting, Zürich 1972.
- Neue Wege der Beratung und Ziele, Zürich 1973.
- Die neuen Zielkonflikte. Kreativität als Mittel zu deren Behebung. Zürich 1973. (DNB 573985065)
- Integrale Logistik. Grundlagen sowie Anwendungsmöglichkeiten und Kreation moderner Logistik-Konzepte in unserer Industriegesellschaft. Haldimann Consultants, Zürich 1975. (DNB 997014121)